# God Bless Our Homeland Ghana
God Bless Our Homeland Ghana ist der aktuelle Text der bei der Unabhängigkeit im Jahr 1957 von Philip Gbeho komponierten Nationalhymne von Ghana. Gbehos Text Lift high the flag of Ghana usw. wurde nach dem Militärputsch von 1966 ersetzt. Der aktuelle Text wurde von dem Studenten Michael Kwame Gbordzoe im Rahmen eines nationalen Wettbewerbs verfasst.

## Text
| Original (Michael Kwame Gbordzoe): God bless our homeland Ghana And make our nation great and strong, Bold to defend forever The cause of Freedom and of Right; Fill our hearts with true humility, Make us cherish fearless honesty, And help us to resist oppressors’ rule With all our will and might for evermore. Hail to thy name, O Ghana, To thee we make our solemn vow: Steadfast to build together A nation strong in Unity; With our gifts of mind and strength of arm, Whether night or day, in the midst of storm, In ev'ry need, whate'er the call may be, To serve thee, Ghana, now and evermore. Raise high the flag of Ghana And one with Africa advance; Black star of hope and honour To all who thirst for liberty; Where the banner of Ghana freely flies, May the way to freedom truly lie; Arise, arise, O sons of Ghanaland, And under God march on for evermore! | Übersetzung: Gott segne unsere Heimat Ghana und mache unsere Nation groß und stark, kühn genug, um für immer die Quelle für Freiheit und Recht zu verteidigen; fülle unsere Herzen mit wahrer Demut, lass uns furchtlos Ehrlichkeit bewahren und hilf uns immerfort der Herrschaft von Unterdrückern zu widerstehen mit all unserem Willen und unserer Macht. Gegrüßt sei dein Name, o Ghana, dir geloben wir feierlich: Unerschütterlich aufzubauen eine Nation, die stark ist in Einheit; mit unserem Geist und körperlicher Stärke, ob bei Tag oder bei Nacht oder mitten im Sturm, in jeder Not, was immer der Ruf sein mag, dir zu dienen, Ghana, jetzt und immerfort. Hebt die Fahne Ghanas hoch und schreitet eins mit Afrika voran; schwarzer Stern der Hoffnung und Ehre für alle, die nach Freiheit dürsten; nur wo das Banner Ghanas frei weht möge der Weg in die Freiheit wirklich liegen; steht auf, steht auf, o Söhne des Landes Ghana und marschiert immerfort im Namen Gottes! |